# Саволайнен, Николай Николаевич
Никола́й Никола́евич Савола́йнен (укр. Микола Миколайович Саволайнен; род. 25 марта 1980, Киев) — украинский легкоатлет, специалист по тройному прыжку. Выступал за сборную Украины по лёгкой атлетике в 2000-х годах, обладатель серебряной медали чемпионата Европы в помещении, бронзовый призёр Универсиады, многократный победитель и призёр первенств национального значения, участник двух летних Олимпийских игр. Мастер спорта Украины международного класса.

## Биография
Николай Саволайнен родился 25 марта 1980 года в Киеве.
Впервые заявил о себе на международном уровне в сезоне 2001 года, когда вошёл в состав украинской национальной сборной и выступил в тройном прыжке на молодёжном европейском первенстве в Амстердаме.
В 2002 году одержал победу на чемпионате Украины в тройном прыжке, закрыл десятку сильнейших на чемпионате Европы в Мюнхене.
В 2003 году защитил звание чемпиона Украины, стал шестым на Универсиаде в Тэгу.
В 2004 году с личным рекордом 17,16 занял шестое место на чемпионате мира в помещении в Будапеште. Благодаря череде удачных выступлений удостоился права защищать честь страны на летних Олимпийских играх в Афинах — в программе тройного прыжка на предварительном квалификационном этапе показал результат 16,56 метра, чего оказалось недостаточно для выхода в финал.
В 2005 году завоевал серебряную медаль на чемпионате Европы в помещении в Мадриде, уступив в финале только россиянину Игорю Спасовходскому. Помимо этого, выступил на чемпионате мира в Хельсинки, взял бронзу на Универсиаде в Измире.
В 2006 году в третий раз стал чемпионом Украины в тройном прыжке, занял восьмое место на чемпионате Европы в Гётеборге.
В 2007 году был четвёртым на чемпионате Европы в помещении в Бирмингеме, третьим на Кубке Европы в Мюнхене, одержал победу на Всемирных военных играх в Хайдарабаде, тогда как на чемпионате мира в Осаке в финал не вышел. Также в этом сезоне на соревнованиях в Киеве установил свой личный рекорд в тройном прыжке на открытом стадионе — 17,30 метра.
Находясь в числе лидеров украинской легкоатлетической команды, благополучно прошёл отбор на Олимпийские игры в Пекине — на сей раз прыгнул на 17 метров ровно и с этим результатом вновь не преодолел предварительный квалификационный этап.
После пекинской Олимпиады Саволайнен остался действующим спортсменом на ещё один олимпийский цикл и продолжил принимать участие в крупнейших международных стартах. Так, в 2009 году он стал четвёртым в Суперлиге командного чемпионата Европы в Лейрии, отметился выступлением на чемпионате мира в Берлине.
Завершил спортивную карьеру по окончании сезона 2013 года.
За выдающиеся спортивные достижения удостоен почётного звания «Мастер спорта Украины международного класса».